# Nadav Levitan
Nadav Levitan (hebreu: נדב לויתן)  (Kfar Masaryk, 21 d'abril de 1945 - Pétah Tiqvà, 9 de gener de 2010) va ser un director de cinema, guionista, escriptor i compositor israelià. Va dirigir nou pel·lícules entre 1981 i 1999. La seva pel·lícula Yaldei Stalin (ילדי סטאלין), es va projectar a la secció Un Certain Regard al 41è Festival Internacional de Cinema de Canes. HEstava casat amb la músiac israeliana Chava Alberstein, que va gravar molts de les seves cançons. Levitan va morir el 10 de gener de 2010 d'una malaltia pulmonar no revelada.

## Filmografia
- Stori Agos-Atoch (1981)
- Ha-Kala (1985)
- Banot (1985)
- Yaldei Stalin (1986)
- Groupie (1993)
- Too Early to Be Quiet, Too Late to Sing (1995)
- Ein Shemot Al Hadlatot (1997)
- Aviv (1998)
- Frank Sinatra Is Dead (1999)